# Johan Dahlin
Johan Dahlin (Trollhättan, Suecia, 8 de septiembre de 1986) es un futbolista sueco que juega en la posición de guardameta para el Malmö FF.

## Selección nacional
Fue internacional con la selección de fútbol de Suecia.

## Palmarés

### Títulos nacionales
| Título                 | Club              | País      | Año     |
| ---------------------- | ----------------- | --------- | ------- |
| Allsvenskan            | Malmö FF          | Suecia    | 2010    |
| Allsvenskan            | Malmö FF          | Suecia    | 2013    |
| Supercopa de Suecia    | Malmö FF          | Suecia    | 2013    |
| Superliga de Dinamarca | F. C. Midtjylland | Dinamarca | 2014-15 |
| Allsvenskan            | Malmö FF          | Suecia    | 2017    |
| Allsvenskan            | Malmö FF          | Suecia    | 2020    |
| Allsvenskan            | Malmö FF          | Suecia    | 2021    |
| Copa de Suecia         | Malmö FF          | Suecia    | 2021-22 |
| Allsvenskan            | Malmö FF          | Suecia    | 2023    |
| Copa de Suecia         | Malmö FF          | Suecia    | 2023-24 |
| Allsvenskan            | Malmö FF          | Suecia    | 2024    |